# Sweet Grass megye
Sweet Grass megye az Amerikai Egyesült Államokban, azon belül Montana államban található. Megyeszékhelye és legnagyobb városa Big Timber. Lakosainak száma 3678 fő (2020. április 1.). Sweet Grass megye Wheatland, Meagher, Park, Stillwater és Golden Valley megyékkel határos.

## Népesség
A megye népességének változása:
| Lakosok száma | 3614 | 3585 | 3600 | 3669 | 3634 | 3678 |
|               | 2010 | 2011 | 2012 | 2013 | 2015 | 2020 |